# 古逸叢書
『古逸叢書』（こいつそうしょ）は、清末の光緒10年（1884年）に黎庶昌によって日本で出版された叢書。全200巻よりなり、26種類の書物を収める。日本に存在する、中国では失われた漢籍や善本を集めて覆刻している。

## 由来
楊守敬は1880年に清の駐日公使である何如璋の随員として日本に渡った。楊守敬は日本に残る漢籍を買い求めたが、1年たらずで3万巻以上を得た。明治維新後の日本では古い漢籍は重視されなかったが、楊守敬が大量に買い求めたことによって値上りし、みな秘蔵するようになったという。
翌1881年に黎庶昌が新たに駐日公使として赴任した。黎庶昌と楊守敬は日本で古書を買い集め、そのうち重要なものを四代木村嘉平の手によって覆刻して『古逸叢書』と名づけ、1884年に日本東京使署（公使館）から出版した。
とくに貴重な書籍は写真撮影して、その写真を覆刻した。『古逸叢書』では「影」と称しているが、影印ではない。
なお、楊守敬が日本で買い求めた漢籍は、その没後に国家が買いあげ、現在その一部を台湾の国立故宮博物院が所蔵する。ほかに中国国家図書館、湖北省図書館、浙江図書館などにも所蔵する。

## 収録書の一覧
1. 爾雅3巻 影宋蜀大字本
2. 春秋穀梁伝12巻 影宋紹熙本
3. 論語何晏集解10巻 覆正平本
4. 周易程伝6巻・繋辞精義2巻 覆元至正本
5. 唐開元御注孝経1巻 覆旧鈔巻子本
6. 老子道徳経注2巻 集唐字
7. 荀子30巻 影宋台州本
8. 荘子注疏10巻 影宋本
9. 楚辞集註8巻 覆元本
10. 尚書釈音1巻 影宋大字本
11. 原本玉篇零本3巻半 影旧鈔巻子本
12. 大宋重修広韻5巻 覆宋本
13. 広韻5巻 覆元泰定本
14. 玉燭宝典11巻 覆旧鈔巻子本
15. 文館詞林13巻半 影旧鈔巻子本
16. 琱玉集2巻 影旧鈔巻子本
17. 姓解3巻 影北宋刊本
18. 韻鏡1巻 覆永禄本
19. 日本国見在書目録1巻 影旧鈔巻子本
20. 史略6巻 影宋本
21. 漢書食貨志1巻 影唐写本
22. 急就篇1巻 仿石経体写本
23. 杜工部草堂詩箋40巻・外集1巻・補遺10巻・伝序碑銘1巻・目録2巻・年譜2巻・詩話1巻 覆麻沙本
24. 碣石調幽蘭1巻 影旧鈔巻子本
25. 天台山記1巻 影旧鈔巻子本
26. 太平寰宇記5巻半 影宋本

## 問題点
『古逸叢書』所収の書物すべてが善本であるわけではない。楊守敬は『古逸叢書』に対してしばしば不満を述べており、『日本訪書志』の中で黎庶昌が『尚書釈音』を収録したことや、宋本『広韻』『老子道徳経』を覆刻するときに手が入れられていることを批判している。『荘子注疏』は坊刻本などをもとに字だけ宋のものを使ったものであり、『草堂詩箋』も善本ではない。
葉徳輝は『古逸叢書』に収録された『太平寰宇記』が実際には宋本ではないと批判している。

## 影響
『古逸叢書』によって中国ではるか以前に失われた漢籍にふたたび触れることができるようになったことはもちろんだが、またその紙の質や覆刻・印刷技術も高い評価を受けた。
いっぽう、黎庶昌や楊守敬が漢籍を買い集めたことは日本の漢籍の重要性を日本人に認識させ、漢籍ブームが起きた。

## 続篇
『続古逸叢書』は中華民国で1919年以降に上海商務印書館から出版された。47種の書物を影印により収録している。
『古逸叢書三編』は中華人民共和国で1982年以降に中華書局から出版された。43種の書物を影印によって収録している。
いずれも日本とも『古逸叢書』とも直接の関係はなく、古く珍しい漢籍を集めてなるべく原本に忠実に再現しようとしたものである。

## 関連文献
- 長澤規矩也「古逸叢書の信憑性について」『長澤規矩也著作集』 1巻、汲古書院、1982年。ISBN 9784762911118。
- 阿部隆一『増訂 中国訪書志』汲古書院、1983年。ISBN 9784762922299。
- 賈二強「《古逸叢書》考」『古代文獻研究集林』 1巻、陝西師範大学出版社、1989年。ISBN 9787561302149。
- 馬月華『古逸叢書研究』北京大学出版社、2015年。ISBN 9787301253823。